# If Looks Could Kill (canción)
«If Looks Could Kill» —«Si las miradas mataran»— es una canción de la banda de rock Player que forma parte de su cuarto trabajo "Spies Of Life", influenciada en el estilo country y publicada por RCA Records en 1981.
Escrita por Peter Beckett, este fue quizás el último sencillo que reconocía al grupo, aunque la popularidad ya no era la misma de antes. Eso causó la ruptura poco después del lanzamiento de su último material.
Años más tarde, la canción fue incluida en varios discos, recopilaciones y LP. También la interpretaron en vivo en un programa televisivo Solid Gold.

## Listas de popularidad
| Lista (1981–82)   | Máxima posición |
| ----------------- | --------------- |
| Billboard Hot 100 | 48              |

## Personal
- Peter Beckett
- John Friesen
- Miles Joseph
- Rusty Buchannan